# Agamemnonova maska

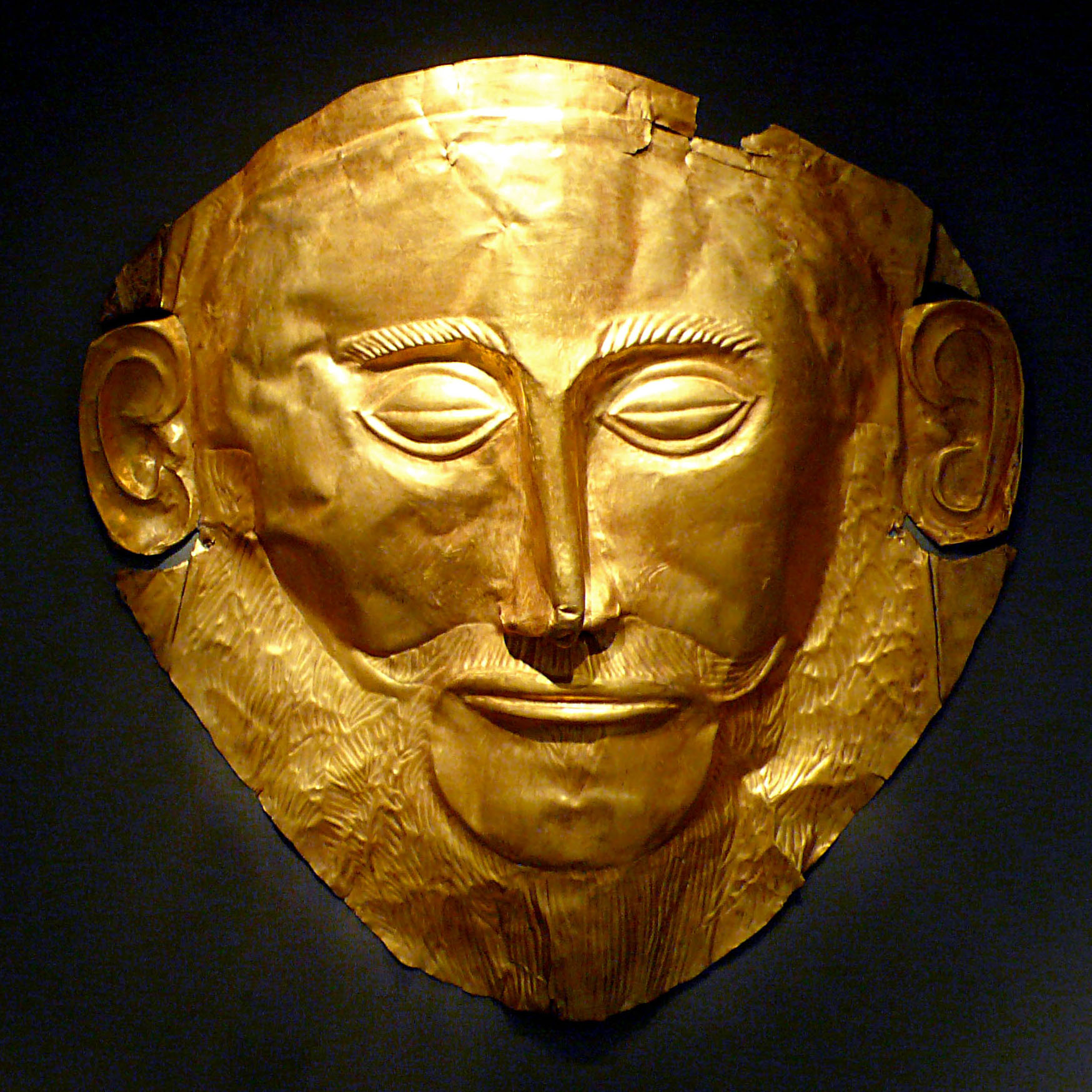
Agamemnonova maska

Agamemnonova maska je jednou z nejslavnějších antických památek, často zvanou „Mona Lisa prehistorie“. Jde o zlatou pohřební masku objevenou ve starořeckých Mykénách. Masku dnes vlastní Národní archeologické muzeum v Athénách. Při svých vykopávkách ji objevil německý archeolog Heinrich Schliemann v roce 1876. Domníval se, že objevil hrobku mykénského krále Agamemnóna, vůdce Achájů v Homérově Iliadě a odtud i stále užívané označení artefaktu. Schliemann objev kdysi považoval za důkaz, že trójská válka v Iliadě byla skutečnou historickou událostí. Na konci 20. století se objevily pochybnosti o pravosti masky naznačující, že Schliemnann nechal masku vyrobit a vložit do vykopávek. Argumentace odborníků Williama Caldera III. nebo Davida Trailla je založena na rozdílu mezi Agamemnonovou maskou a dalšími maskami nalezenými v mykénských hrobech. Jako jediná mykénská maska má například plnovous. Současný hlavní proud archeologie považuje masku za starověkou, ale vesměs odmítá, že by hrob i maska mohly patřit králi Agamemnónovi, považuje je totiž asi o 300–400 let starší (16. století př. n. l.). Nejstarší datace míří až k roku 2500 př. n. l. Spolu s Tutanchámonovou maskou každopádně zůstává jedním z největších symbolů starověku a archeologie jako takové.